# 朱利安·克雷乌斯
朱利安·克雷乌斯（英語：Julian Creus，1917年6月30日—1992年9月9日），英国男子举重运动员。他曾代表英国参加1948年、1952年和1956年夏季奥林匹克运动会举重比赛，其中1948年奥运会获得一枚银牌。